# Ly Jonaitis

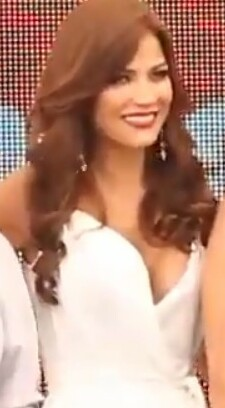
Ly Jonaitis

Ly Jonaitis, tên đầy đủ là Lidymar Carolina Jonaitis Escalona, (sinh ngày 12 tháng 10 năm 1985) là một hoa hậu, người mẫu của Venezuela.Cô cao 1m8. Cô đoạt danh hiệu Hoa hậu Venezuela năm 2006 và đại diện cho đất nước Venezuela tham dự cuộc thi Hoa hậu Hoàn vũ 2007 tổ chức tại México. Kết quả cuối cùng, cô đoạt danh hiệu Á hậu 2.
Ly Jonaitis mang trong mình 3 dòng máu: Venezuela, Nga và Litva. Cô có thể nói được 3 ngôn ngữ là tiếng Anh, tiếng Pháp và tiếng Tây Ban Nha.